# Confessione augustana

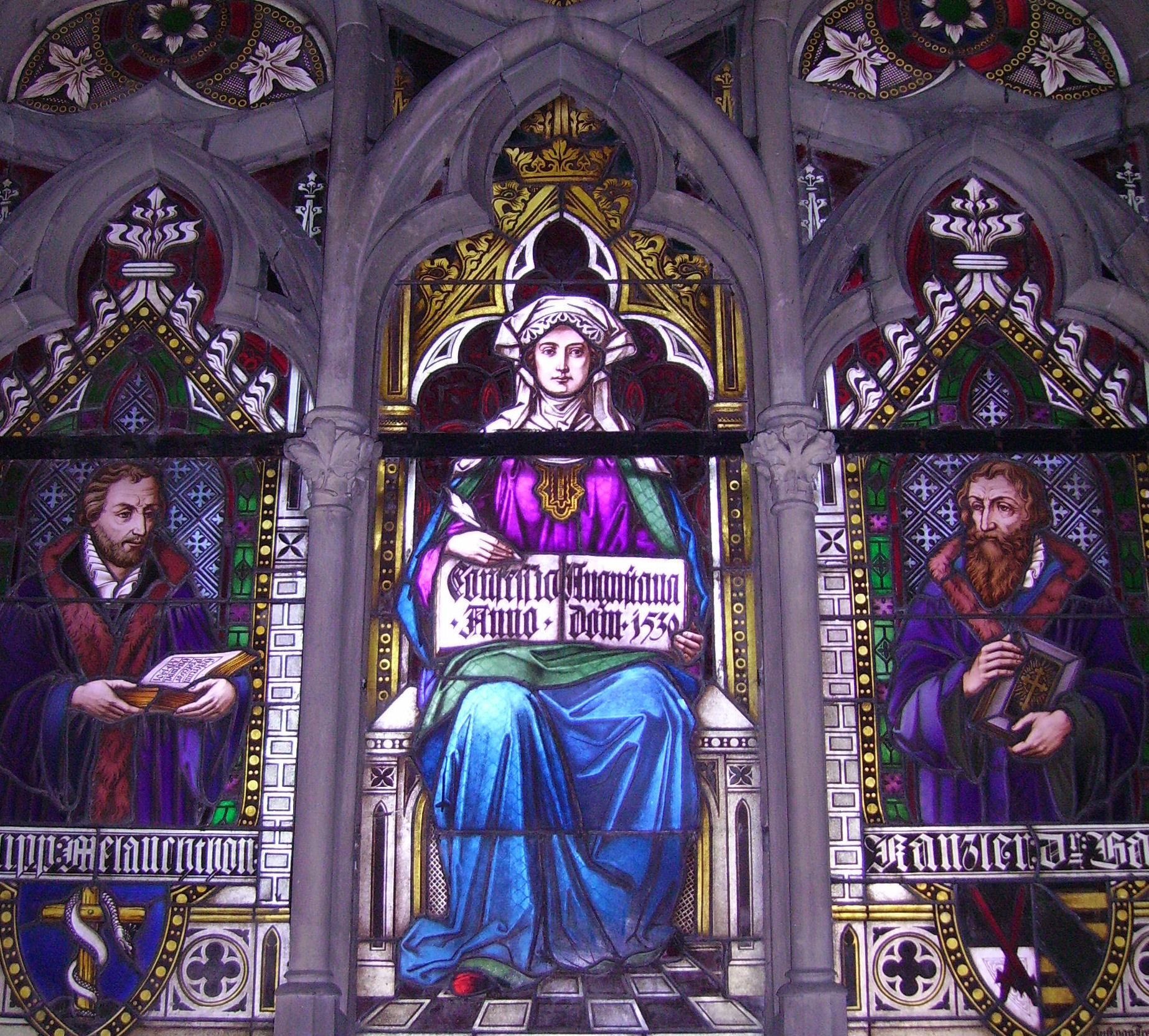
Vetrata celebrativa nella chiesa luterana "del Memoriale" della città tedesca di Spira.

La Confessione di Augusta, detta anche Confessione augustana (nell'originale latino Confessio augustana) e più raramente Confessione di Asburgo (per l'erronea traduzione del nome della città tedesca di Augsburg, in italiano Augusta), è la prima esposizione ufficiale dei princìpi del protestantesimo che sarà poi detto luterano, redatta nel 1530 da Filippo Melantone per essere presentata alla dieta di Augusta (città del Sacro Romano Impero) alla presenza di Carlo V. A tutt'oggi è considerata uno dei testi base delle Chiese protestanti di tutto il mondo e fa parte del Liber Concordiae luterano.
Qui se ne dà una sintesi e un inquadramento storico-teologico; il testo integrale si divide in due parti concettuali distinte:
- Articoli sulla fede
- Articoli sulla riforma degli abusi

In ciascuna, ogni articolo riporta la parte fondamentale della Confutatio pontificia, cioè la critica degli articoli, da un punto di vista della tradizione cattolica, da parte di teologi di varie nazioni su richiesta di Carlo V.

## Storia
La Confessione di Augusta rispecchia in forma sistematica e poco polemica le idee alla base della riforma protestante, e quindi nella trasformazione del sentire religioso a cavallo tra Medioevo, Umanesimo ed età moderna. La confessione non contiene riferimenti ad uno degli argomenti più controversi da parte riformata, e cioè il ruolo del papato nei confronti delle chiese particolari, argomento che sarà trattato da Melantone nel 1537 con il Trattato sul potere e sul primato del papa.

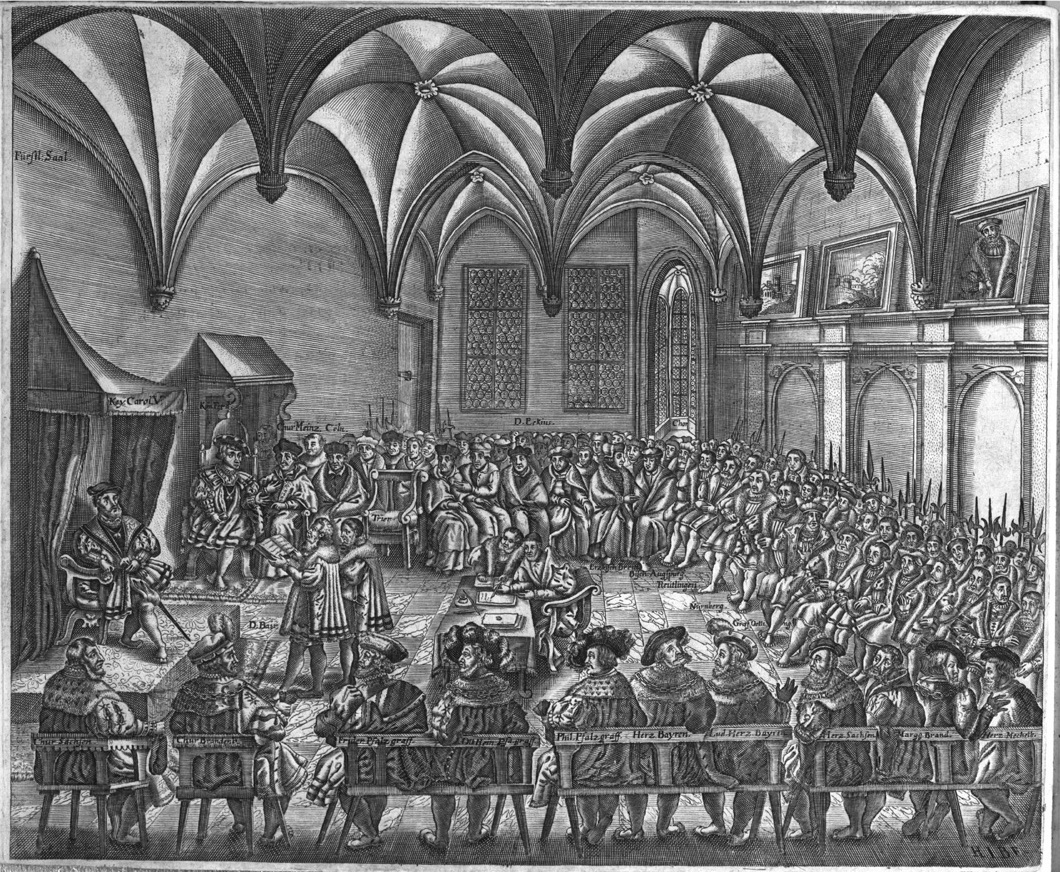
La Dieta di Augusta del 1530 (Christian Beyer)

### Le parti in causa
In concomitanza con la pubblicazione delle 95 tesi di Martin Lutero, si allargò una forte polemica teologica in seno alla Chiesa latina, aggravata da diversi fattori politici. Le idee espresse dalle Tesi di Wittenberg non costituivano una novità assoluta e gli abusi non furono denunciati solo in quella sede. Tuttavia le tesi e la predicazione di Lutero contenevano, oltre che denunce di abusi ben noti, anche affermazioni teologiche differenti dalla visione tradizionale della Chiesa. Ne conseguì che parte dei Principi e notabili tedeschi aderì alle tesi di Lutero e volle vedere applicati quei criteri nei propri territori. Parte, invece, restò aderente alla visione tradizionale della Chiesa di Roma. Da questa contrapposizione nacque la polemica che innescò, di fatto, la Riforma protestante.

### Differenze rispetto ai contrasti precedenti
La polemica, a differenza di molte altre che l'avevano preceduta, non fu di una minoranza (eretica o scismatica) contro una Chiesa cristiana compatta e vide divisioni in ambedue i campi. Si presentarono due schieramenti contrapposti: il papato, ovvero la direzione ecclesiastica della Chiesa romana e i territori che ne appoggiavano la visione, e numerose Chiese territoriali tedesche, ovvero i principi, i notabili, i pastori e i pensatori che avevano aderito al pensiero di Wittenberg e chiedevano il diritto di applicarlo nei territori di loro pertinenza. Va notato che anche in seno alla Chiesa di Roma vi furono diversi teologi e pensatori vicini alle posizioni riformate tedesche e che l'accordo sul come gestire il contrasto non fu unitario. Allo stesso modo le Chiese Tedesche non si presentarono compatte, ma proposero punti di vista differenti che già delineavano le loro future divisioni tra Riformati (di Bucero, di Zwingli, di Calvino) e Luterani.
Il risultato di questa contrapposizione porterà, dopo il concilio di Trento e nella Controriforma, a parlare di Chiesa cattolica (quella che seguì il papato) e di Chiese protestanti. A seguito delle differenze teologiche tra i protestanti, inoltre, le chiese riformate saranno successivamente divise in luterane, calviniste o riformate, anabattiste, ed altre ancora. Tuttavia al momento in cui il documento fu presentato la Chiesa era ancora e soltanto la Chiesa cristiana d'Occidente.

### La genesi del documento
Vi furono alcuni incontri tra Lutero ed esponenti vicino al pensiero papale (Augusta 1518, Disputa di Lipsia 1519, Worms 1521), ma risultarono infruttuosi rispetto al superare le differenze e trovare un accordo. Nel 1521, infine, Lutero subì la scomunica da parte del papa, dopo essersi rifiutato di abiurare le sue idee. Protetto dall'appoggio di alcuni principi tedeschi trovò modo di non incorrere nelle pene consuete per gli eretici, di continuare la propria riflessione teologica e di dirigere quella di chi aveva sposato le sue tesi.
Tuttavia il fronte dei riformati manifestò ben presto differenze teologiche profonde: pur partendo dalle medesime riflessioni e dalla stessa necessità di restare aderenti al Dettato delle Scritture, i teologi si trovarono divisi sulla interpretazione di queste.
Il fronte dei riformati si andò dividendo in 4 correnti distinte: quella di Lutero, quella di Zwingli e poi di Calvino, quella degli Anabattisti, quella di Bucero e della scuola di Strasburgo.
Alle Chiese tedesche che aderivano alla Riforma, apparve chiara la necessità di trovare un accordo, ma nonostante gli sforzi, i Riformati non poterono trovare un accordo su alcune questioni fondamentali: La Cena del Signore soprattutto, ma non meno sulla Predestinazione, l'interpretazione della Scrittura, il Battesimo ai fanciulli, il distacco dal mondo civile. Va ricordato il rigetto degli Anabattisti da parte tanto degli altri riformati, quanto di coloro che seguirono la Chiesa Romana, rigetto che non avrebbe tardato a diventare quasi univocamente violento. Il dibattito restò dunque aperto, fondamentalmente, tra Lutero, Zwingli e Bucero.
In Germania gli anni immediatamente a ridosso del 1530 furono caratterizzati da diversi tentativi di trovare una visione teologica unitaria tra gli aderenti alle tesi di Wittenberg: ebbero luogo numerose discussioni e incontri e le riflessioni di quegli anni costituiscono una fonte teologica fondamentale della Confessione di Augusta. Nel 1529 i teorici della Riforma tentarono una riflessione comune sui punti controversi, in quanto pressati dagli eventi politici, dalle alleanze sempre più minacciose che si andavano stringendo in campo avversario, dalla volontà di alcuni principi tedeschi e da quella dell'imperatore Carlo V stesso, che sperava di evitare uno scisma.

Il risultato si riflette in tre documenti importanti, il cui materiale fornirà, l'anno successivo, le basi teologiche della Confessione di Augusta. I Documenti sono gli Articoli di Schwabach, quelli di Turgau e quelli relativi al Colloquio di Marburgo.

Venne trovato accordo su praticamente tutto tranne che sulla presenza reale del Corpo e del Sangue di Cristo nell'Eucaristia, come voleva Lutero, o sulla sua presenza simbolica, come sosteneva Zwingli. Nonostante i toni molto concilianti con cui i documenti vennero redatti e l'evidente volontà di trovarsi uniti, negli anni immediatamente successivi prevarranno polemiche e dissidi. Nel maggio 1549 i Riformati Calvinisti sigleranno il Consensus Tigurinus (Consenso di Zurigo) definendo la loro posizione sull'Eucaristia e sposando la posizione di Zwingli, rispetto a quella di Lutero.
Vista l'impossibilità di appianare le dispute per vie che potremmo definire private, l'imperatore del Sacro Romano Impero, Carlo V, convocò nel 1530 la Dieta di Augusta. Chiamò i principi e i notabili dei territori tedeschi aderenti alle tesi di Wittenberg a riunirsi in concilio ed a esporre le loro convinzioni al Papato e ai suoi sostenitori con la speranza di ridurre lo strappo teologico e dottrinale che si andava allargando. I Turchi erano in forte espansione, premevano ai confini dei territori d'Europa e l'Imperatore aveva bisogno di tutte le forze degli alleati per respingerli. Un conflitto interno rappresentava una minaccia resa ancor più grave dal contesto storico. Inoltre, in pieno Umanesimo, la possibilità di un'Europa religiosamente differenziata appariva più fattibile di quanto non lo fosse stata nei periodi precedenti.
Alla Dieta di Augusta si presentarono i due schieramenti contrapposti tra loro e frammentati al loro interno. Va notato come anche in seno alla Chiesa di Roma vi furono diversi teologi e pensatori vicini alle posizioni tedesche e che l'accordo sul come gestire il contrasto non fu unitario. Il Concilio di Trento stesso, nel Canone, accoglierà alcune riflessioni della Riforma, rigettandone con forza altre.

Le Chiese Tedesche proposero 3 diverse confessioni: La Confessione di Augusta, di Lutero, la Fidei Ratio di Zwingli e la Confessio Tetrapolitana di Bucero: punti di vista differenti che già delineavano le loro future divisioni tra Riformati (di Bucero, di Zwingli, di Calvino) e Luterani.
Martin Lutero chiese al suo grande amico, umanista e professore di teologia a Wittenberg, Filippo Melantone, di intervenire per dare una stesura organica di quelle idee che stavano cambiando il corso della storia d'Europa e il vivere quotidiano di molte coscienze. La Confessione doveva presentare all'imperatore riunito alla Dieta di Augusta i punti teologici fondamentali che i principi filoluterani di Germania intendevano professare e che nel 1555 divennero la base del principio Cuius regio, eius religio sancito nella Pace di Augusta. Il documento venne presentato il 25 giugno 1530 in lingua latina e in lingua tedesca. Il linguaggio moderato era volto a trovare punti in comune per ricucire lo strappo che stava allontanando e spaccando in due tronconi quella che prima era una Chiesa sola: la Chiesa in Europa. In questa fase della riforma non c'era ancora, infatti, la chiara consapevolezza che la chiesa avrebbe subito una netta divisione in due campi e entrambe le parti erano ancora alla ricerca di una via che scongiurasse questa ipotesi.

## Premesse concettuali
Per comprendere i termini della Confessione Augustana e della Riforma protestante, di come cambiò il corso della storia d'Europa e per conseguenza della contrapposizione tra Chiesa di Roma e Chiese protestanti, è necessario essere in possesso di alcuni concetti teologici fondamentali nella teologia cristiana:
- La dottrina del peccato. Ovvero come Dio creò l'uomo simile a Lui, come questi rovinò tale progetto scegliendo di rinnegare il rapporto con Dio e cosa ne consegue nel declinarsi quotidiano della storia.
- La redenzione ovvero come Dio scelse di inviare suo figlio, il Cristo, in aiuto dell'uomo perché sconfiggesse Satana e rendesse possibile la salvezza dell'umanità. Che cosa ciò implichi nel vivere la fede per un cristiano.
- La dottrina delle indulgenze. Ovvero quali siano le conseguenze dei peccati riguardo all'anima e riguardo al quotidiano. Quale fosse la responsabilità, il ruolo e l'autorità della Chiesa in questo ambito e nella vita della persona.

### Potere temporale e potere spirituale: il concetto di Dio
La conoscenza di questi capisaldi della teologia cristiana è indispensabile a comprendere le cause e gli effetti di avvenimenti storici che ebbero luogo in una terra dove potere temporale e spiritualità erano strettamente intrecciati. Nell'approccio a tali avvenimenti non va dimenticato che per gli uomini e le donne allora coinvolti la presenza di Dio, la vita e resurrezione di Cristo e, in una parola, la rivelazione cristiana erano argomentazioni inconfutabili e, in linea generale, non confutati.
In altre parole che Dio esistesse, amasse e seguisse l'umanità, desiderasse salvarla, che nessuna salvezza potesse trovarsi al di fuori di ciò, che la dannazione fosse senza ritorno e facile a incorrervi, che l'ira di Dio fosse la giusta punizione dei peccati dell'uomo era considerato ovvio e sostanzialmente a nessuno veniva in mente di sostenere che Dio non esistesse o fosse crudele o indifferente o irraggiungibile e che il creato si fosse fatto da sé, per caso.
I contrasti non derivavano da posizioni atee, agnostiche o di politica civile contro posizioni credenti, come oggi spesso avviene, ma piuttosto da cosa fosse legittimo agli occhi di Dio, cosa gli fosse gradito, come si manifestasse nelle cose umane e soprattutto dalla questione di chi avesse la legittimità di interpretare il Suo volere e pertanto imporlo a tutti gli altri, solitamente con la forza di poteri temporali che erano al servizio di quelli spirituali perché da quelli spirituali erano legittimati.

Si riteneva che un re fosse tale perché Dio lo aveva chiamato ad esserlo e il suo dovere primo era quello di tutelare la legge di Dio contro eretici e pagani, vigilare perché non attecchissero nei suoi territori, nonché di tutelare chi di quella legge era interprete e garante. Un re, quindi, avrebbe dovuto accorrere alla richiesta di aiuto (solitamente armato) da parte del papa.

### Peccato e morale
Va inoltre ricordato che l'importanza data, a quei tempi, al peccato può a noi parere ossessiva, ma lo appare meno quando si consideri che la violenza, anche la più grave, era cosa quotidiana ed endemica, che il rispetto della persona era assai difficile da assicurare con continuità e che quello delle opinioni era molto al di là da venire.
La priorità data alla legge morale, dunque, si spiega in parte con la figura di un Dio perennemente offeso dal peccato dell'uomo, peccato che serpeggiava in ogni atto dell'uomo stesso e della società. Solo Dio pareva avere un'importanza tale da indurre l'uomo a mettere da parte i suoi istinti bestiali, che tendevano ad esplodere con ciclica frequenza e spesso per motivi che oggi ci appaiono futili o difficili da comprendere. Dal punto di vista positivo, Dio era dunque la "leva" su cui si tendeva a fare forza per modellare le coscienze per assicurare un clima che oggi definiremmo di legalità, di pace e di rispetto reciproco, che era ben lontano dall'essere la norma.
Da quello negativo era facile, per chi era nella posizione di censurare e dirigere le coscienze, trasformare la sua responsabilità in abuso, grazie all'importanza che il concetto di Dio aveva nella vita di allora e grazie al quasi totale analfabetismo della popolazione.

## Il documento
La Confessio augustana è formata da una prefazione, 28 articoli e una conclusione. Ad ogni capitolo la Chiesa di Roma oppose il suo punto di vista, detto Confutatio Pontificia.
In tutto il documento ricorre il tema del tormento o oppressione della coscienza impaurita. Dal punto di vista dei teologi protestanti la ritualità cristiana aveva raggiunto una tale mole di compiti, di vincoli e di servizi, da rendere pressoché impossibile a una persona svolgerli tutti e potersi sentire quindi tranquillo in coscienza di non avere peccato. Dio era percepito come ostile, perennemente sdegnato contro un'umanità immonda. Lutero in particolare aveva attraversato un lungo periodo che oggi potremmo definire di "depressione spirituale", al termine del quale aveva appreso a vedere il Creatore con altri occhi e cominciato ad elaborare un nuovo quotidiano per una cristianità più semplice e che percepisse un Dio vicino e amico.
Parte di questa evoluzione si percepisce chiaramente nella Prefazione di Lutero alla Lettera ai Romani, da molti considerato lo scritto che precorre la Riforma stessa.
La Confessione è divisa in due parti concettuali: i primi ventuno articoli enumerano e spiegano i capisaldi della fede che sarà poi detta "protestante", la seconda parte del documento (artt. 22-28) espone una serie di abusi diffusi nella vita spirituale del tempo e spiega le soluzioni proposte dalla nascente dottrina luterana.

### Prima parte: la fede
I principi fondamentali enunciati nella prima parte della Confessione di Augusta trovarono un largo consenso tra le parti convenute alla Dieta di Augusta. Tali punti sono:
- Il Credo niceno-costantinopolitano, come anche per la Chiesa di Roma - (art. 1).
- La Trinità: Dio è uno e trino nelle persone uguali e distinte di Padre, Figlio e Spirito Santo - (artt. 1 e 3).
- Il peccato originale: l'uomo nasce con un grave handicap morale che ne svilisce la forza etica e lo rende fragile ed eternamente soggetto alla tentazione alla quale cede ripetutamente e dalla quale non potrebbe salvarsi con le sue sole forze (art. 2).
- L'uomo è salvato in virtù del sacrificio di Cristo, che riconcilia Dio con l'umanità peccatrice (art. 4).
- Il sacrificio che Cristo compì si riflette nell'Eucaristia ogni volta e in ogni tempo in cui essa venga celebrata. In questo Rendimento di Grazie il suo corpo e il suo sangue sono realmente presenti nella forma del pane e del vino. Entrambi vanno dunque mantenuti nel rito, in rispetto del dettato Evangelico. (artt. 10 e 22).
- La salvezza passa necessariamente e solo attraverso la fede nel sacrificio di Cristo (artt. 4 e 20).
- La fede nel sacrificio di Cristo può nascere solo da una corretta, limpida e continua predicazione delle Scritture, e soprattutto dei Vangeli (art. 5).
- La conoscenza delle Scritture e la fede che ne consegue inducono l'uomo e la società nel suo complesso alle buone opere, cioè ad un comportamento corretto, ad evitare abusi, ai sacrifici costruttivi di una società cristiana, ad un uso sano delle cose del mondo (artt. 6 e 20)
- La conoscenza delle Scritture, la fede che ne deriva e l'esempio dei santi inducono l'uomo al pentimento che deve essere sincero e sinceramente confessato in chiesa. L'uomo non può ricordare o comprendere tutti i peccati che ha commesso, quindi non gli si può chiedere di enumerarli tutti al sacerdote (artt. 11, 12 e 25).
- Il battesimo è indispensabile alla salvezza e va amministrato alla nascita. Chi predica il contrario va combattuto (art. 9).
- La salvezza, che nasce dalla fede, non passa attraverso le opere pie e di misericordia come digiuni, pellegrinaggi, ecc. La fede, piuttosto, porta naturalmente l'uomo a compiere le opere che sono gradite a Dio (art. 6 e 20).
- Le buone opere non devono essere predicate in un modo distorto per cui la loro importanza superi quella della fede (art. 20 e 26).
- I riti devono essere funzionali alla crescita morale e spirituale della comunità. La loro forma va modificata se porta difficoltà, scandali o incomprensioni nei fedeli, perché questo è lo spirito della predicazione degli Apostoli e di tutto il Vangelo. Lo stesso vale per digiuni, paramenti, reliquie, pellegrinaggi, ecc. che possono aiutare la crescita della fede, ma non sono indispensabili in tal senso. Non pecca chi non li compie se non reca offesa al prossimo o scandalo sociale (art. 7 e 26)
- I santi forniscono un esempio che i cristiani devono seguire, ma non forniscono, tramite le loro opere passate, un contributo alla salvezza. Si contesta quindi il "Tesoro dei meriti dei Santi", che la Chiesa amministrava anche tramite le indulgenze (art. 21).
- Dio chiama ogni uomo a servirlo e a contribuire alla costruzione del suo Regno in modo specifico. Ciò che irrinunciabile è la risposta onesta e coerente a tale chiamata: non esistono vocazioni "più importanti" e "meno importanti". Sacerdoti o mariti, contadini o artigiani, madri o suore, diaconi o magistrati servono Dio ciascuno a suo modo e Dio li valuterà per la purezza dei loro intenti e non per l'esteriorità dei loro atti. Il monachesimo, come ogni buona opera, non è necessario per la salvezza o prevalente rispetto alla santità di altre scelte di vita ed è grave che venga predicato il contrario (art. 27).
- L'uomo possiede la capacità di discernere nelle cose civili perché Dio lo ha fornito di ragione, ma non può, da solo e senza l'aiuto dello Spirito Santo, discernere in quelle dello Spirito. L'uomo ha un arbitrio libero nelle cose quotidiane e tangibili, ma servo della salvezza di Dio in quelle dello Spirito (art. 18).
- Il "potere delle chiavi", cioè il potere papale e per estensione quello vescovile, non deve coincidere con quello "della spada", cioè con quello civile, poiché sono due cose distinte e tali devono restare. Il primo si occupa delle cose di Dio, il secondo della pace e prosperità materiale della società civile (art. 28)

### Seconda parte: la correzione degli abusi
Gli articoli dal 22 al 28 della Confessione enumerano alcuni abusi gravi che turbavano le coscienze del tempo e la sanità globale della Chiesa stessa, approfondiscono le cause ritenute responsabili dei problemi e propongono delle soluzioni ai problemi rilevati.
Il papato rifiutò tutti questi articoli, in gran parte ritenendo che le tradizioni consolidate della Chiesa di Roma ne garantissero l'universale accordo, basato su una disciplina indiscutibile e sulla completa obbedienza al mandato di Pietro e all'eredità degli apostoli. Va detto che la Chiesa di Roma non negò l'esistenza degli abusi, né la necessità di correggerli; fu tuttavia irremovibile nel non accettare che le soluzioni proposte, tanto diverse dalle sue tradizioni, potessero venire ammesse.
Riti, digiuni, pellegrinaggi, messe private, paramenti e tutte quelle caratteristiche che alle chiese luterane parevano non indispensabili e frutto della tradizione umana, per la Chiesa di Roma erano eredità vivente della volontà degli apostoli, dei Padri della Chiesa e dei Concili. In questo il diverbio fu insanabile ed infatti la seconda parte del documento manifesta toni via via più preoccupati, scandalizzati, aspri tanto da una parte quanto dall'altra.
Tre punti, in particolare, causarono una spaccatura irriducibile: anzitutto cosa fosse considerabile effettivamente come "buona opera" e quale fosse il ruolo delle buone opere rispetto alla fede nella potenza salvifica del sacrificio di Cristo. Secondariamente la legittimità del matrimonio dei preti o della castità per le suore come via privilegiata di santità rispetto ad un giusto adempimento di altre vocazioni (matrimonio secolare, incarichi civili, professioni). In ultimo luogo quale fosse realmente il «potere delle chiavi» ovvero quali fossero i limiti del potere papale, e cosa comportasse la sua partecipazione alla sfera del potere temporale o civile (il «potere della spada») rispetto al suo mandato di cura delle anime.
La situazione dei vescovi tedeschi, infatti, era fortemente compromessa dal loro ruolo nella vita civile, più di ingerenza che di partecipazione, e che li vedeva trascurare gravemente la cura pastorale. I teologi protestanti chiedevano che il papa li richiamasse all'ordine, perché la loro ostinazione non diventasse «causa di uno scisma». Questo punto chiude la Confessione e rappresenta decisamente l'articolo più polemico ed aspro.

## La Confessione augustana oggi
La Confessione augustana è oggi un testo fondamentale del luteranesimo. È parte fondamentale del Liber Concordiae, il testo di riferimento delle Chiese luterane che vide luce nel 1580 e fu più volte riscritto e riedito. L'ultima edizione è quella del Sinodo del Missouri, del 1930.